# Ендотоксин
Ендотоксин или липополисахарид (ЛПС), је део спољашње мембране грам негативних бактерија. Састоји се од 3 подјединице: липида А, протеина језгра (сржи) и О-специфичног полисахаридног ланца. За токсично дејство одговоран је липид А, који изазива наглу и претерану активацију одбрамбеног система уз ослобађање велике количине цитокина (једних од медијатора запаљења) што може довести до настанка шока.

## Структура
Ендотоксин се састоји из 3 компоненте: липида А, протеина језгра и О-специфичног полисахаридног ланца.
- Липид А је одговоан за токсично дејство ендотоксина. Он делује као слобoдна супстанца и у оквиру липополисахарида (ендотоксина). Изазвива наглу активацију имунитета уз лучењеа велике количине медијатора запаљења (нпр, цитокини, интерлеукин 1, фактор некрозе тумора-α (TNF-α) итд.). Поменуте супстанце интерлеукин 1 и TNF-α делују на терморегулациони центар у хипоталамусу, где индукују синтезу простагландина Е2, који изазива повишење телесне температуре (заправо центар за регулацију телесне температуре у хипоталамусу се повећава на већу температуру). У оквиру имунолошког одговора на ендотоксин долази и до активације макрофага, повећање синтезе гранулоцита (врста белих крвних зрнаца), дегенерације тромбоцита, може доћи и до дисеминоване интраваскуларне коагулације (ДИК), пада крвног притиска итд. Уколико је концентрација ендотоксина велика може доћи и до септичног шока (видети и шок). Ендотоксин је највише заступљен у бактеријама црева (већина њих је грам негативна).
- протеин сржи
- -специфични полисахаридни ланац или само О-антиген. Овај део токсина је специфичан за сваку врсту грам негативних бактерија и на основи њега се ендотоксини могу идентификовати.